# Saint-Crespin-sur-Moine
Saint-Crespin-sur-Moine és un municipi francès situat al departament de Maine i Loira i a la regió de País del Loira. L'any 2007 tenia 1.527 habitants.

## Demografia

### Població
El 2007 la població de fet de Saint-Crespin-sur-Moine era de 1.527 persones. Hi havia 580 famílies de les quals 140 eren unipersonals (64 homes vivint sols i 76 dones vivint soles), 176 parelles sense fills, 244 parelles amb fills i 20 famílies monoparentals amb fills.
La població ha evolucionat segons el següent gràfic:
Habitants censats

### Habitatges
El 2007 hi havia 621 habitatges, 594 eren l'habitatge principal de la família, 3 eren segones residències i 24 estaven desocupats. 604 eren cases i 14 eren apartaments. Dels 594 habitatges principals, 443 estaven ocupats pels seus propietaris, 149 estaven llogats i ocupats pels llogaters i 2 estaven cedits a títol gratuït; 3 tenien una cambra, 9 en tenien dues, 86 en tenien tres, 166 en tenien quatre i 330 en tenien cinc o més. 480 habitatges disposaven pel capbaix d'una plaça de pàrquing. A 246 habitatges hi havia un automòbil i a 309 n'hi havia dos o més.

### Piràmide de població
La piràmide de població per edats i sexe el 2009 era:
| Homes | Edats   | Dones |
| ----- | ------- | ----- |
| 0     | 95 o +  | 0     |
| 0     | 90 a 94 | 0     |
| 4     | 85 a 89 | 4     |
| 12    | 80 a 84 | 16    |
| 12    | 75 a 79 | 32    |
| 32    | 70 a 74 | 32    |
| 24    | 65 a 69 | 28    |
| 20    | 60 a 64 | 32    |
| 16    | 55 a 59 | 24    |
| 60    | 50 a 54 | 48    |
| 28    | 45 a 49 | 32    |
| 72    | 40 a 44 | 48    |
| 64    | 35 a 39 | 76    |
| 48    | 30 a 34 | 52    |
| 56    | 25 a 29 | 48    |
| 24    | 20 a 24 | 36    |
| 92    | 15 a 19 | 68    |
| 64    | 10 a 14 | 32    |
| 48    | 5 a 9   | 52    |
| 28    | 0 a 4   | 40    |

## Economia
El 2007 la població en edat de treballar era de 989 persones, 797 eren actives i 192 eren inactives. De les 797 persones actives 738 estaven ocupades (407 homes i 331 dones) i 59 estaven aturades (24 homes i 35 dones). De les 192 persones inactives 65 estaven jubilades, 67 estaven estudiant i 60 estaven classificades com a «altres inactius».

### Ingressos
El 2009 a Saint-Crespin-sur-Moine hi havia 620 unitats fiscals que integraven 1.591,5 persones, la mediana anual d'ingressos fiscals per persona era de 16.248 €.

### Activitats econòmiques
Dels 55 establiments que hi havia el 2007, 4 eren d'empreses alimentàries, 1 d'una empresa de fabricació de material elèctric, 6 d'empreses de fabricació d'altres productes industrials, 11 d'empreses de construcció, 12 d'empreses de comerç i reparació d'automòbils, 1 d'una empresa de transport, 1 d'una empresa d'hostatgeria i restauració, 1 d'una empresa financera, 3 d'empreses immobiliàries, 6 d'empreses de serveis, 5 d'entitats de l'administració pública i 4 d'empreses classificades com a «altres activitats de serveis».
Dels 16 establiments de servei als particulars que hi havia el 2009, 1 era una oficina de correu, 1 una oficina bancària, 2 tallers de reparació d'automòbils i de material agrícola, 3 paletes, 1 guixaire pintor, 4 fusteries, 1 electricista, 1 empresa de construcció, 1 perruqueria i 1 restaurant.
Dels 6 establiments comercials que hi havia el 2009, 1 era una botiga de més de 120 m², 3 fleques, 1 una llibreria i 1 una floristeria.
L'any 2000 a Saint-Crespin-sur-Moine hi havia 53 explotacions agrícoles que ocupaven un total de 1.488 hectàrees.

## Equipaments sanitaris i escolars
El 2009 hi havia 1 farmàcia i 1 ambulància.
El 2009 hi havia 2 escoles elementals.

## Poblacions més properes
El següent diagrama mostra les poblacions més properes.